# Breguet 17
Breguet 17 – francuski dwumiejscowy eskortowy samolot myśliwski w układzie dwupłatu z końcowego okresu I wojny światowej, zaprojektowany i zbudowany w wytwórni Societe Anonyme des Atelieurs d’Aviation Louis Breguet. Wyprodukowany w liczbie 10 egzemplarzy Breguet 17 używany był przez Aéronautique Militaire po wojnie głównie do długodystansowych lotów rekordowych.

## Historia

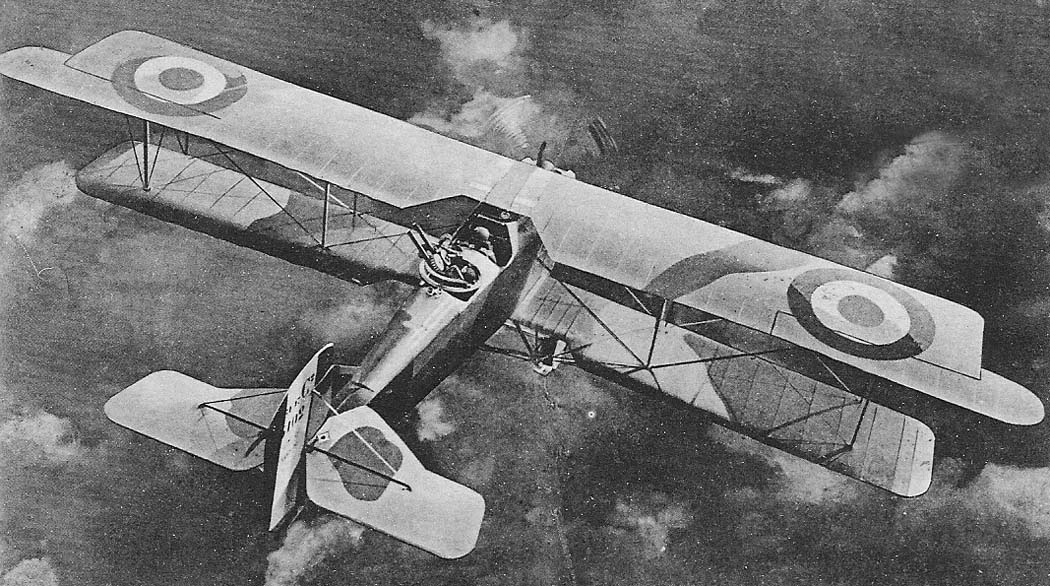
Breguet 17 w locie

W listopadzie 1916 roku kierownictwo Sekcji Technicznej (fr. STAé – Section Technical Aéronautique) Aéronautique Militaire sformułowało wymagania dotyczące dwumiejscowego samolotu myśliwskiego oznaczonego jako Typ C. W założeniach konkursu określono, że samolot powinien dysponować zasięgiem pozwalającym na eskortowanie wypraw samolotów bombowych Breguet 14. W odpowiedzi na zapotrzebowanie wytwórnia Societe Anonyme des Atelieurs d’Aviation Louis Breguet początkowo zmodyfikowała prototyp samolotu bombowego Breguet AV, a na początku 1918 roku rozpoczęła prace projektowe nad nowym myśliwcem eskortowym. Początkowo planowano po prostu wyposażyć Bregueta 14 w silnik Lorraine-Dietrich o mocy 370 KM; inne projekty bardziej odbiegały od klasycznego układu Bregueta 14, m.in. samolot miał otrzymać napęd w postaci silnika Renault 12J o mocy 400 KM i być uzbrojony w umieszczone w wieżyczce działko lotnicze. Ostatecznie samolot, nazwany Breguet 17, bazował na konstrukcji Bregueta 14, przez co był wizualnie podobny, miał jednak nieco mniejsze wymiary i mocniejszy napęd. 
Prototyp Bregueta 17 o numerze fabrycznym 022 został zbudowany latem 1918 roku. Napęd płatowca stanowił silnik widlasty Renault 12K o mocy 420 KM. Od standardowego Bregueta 14A2 różnił się zamontowaną na prawej burcie w celu poprawy widoczności pilota poziomą rurą wydechową, mniejszą rozpiętością i powierzchnią nośną skrzydeł, usztywnieniem płatów, usterzeniem oraz znacznie wzmocnionym uzbrojeniem. Breguet 17 został oblatany we wrześniu 1918 roku . Osiągi samolotu uznano za niewystarczające, wobec czego został poddany modyfikacjom obejmującym instalację silnika Renault 12K1 o mocy 450 KM oraz przeprojektowanie skrzydeł i wzmocnienie podwozia. Chociaż osiągi maszyny nadal nie były w pełni zadowalające, została ona skierowana do produkcji seryjnej pod wojskowym oznaczeniem Breguet 17C2. Wyprodukowano zaledwie 10 egzemplarzy (w tym część w wersji myśliwca nocnego CN2), gdyż uznano, że lepsze własności ma konkurencyjny myśliwiec Hanriot HD.3. Samoloty seryjne miały lotki z wyważeniem rogowym o zmniejszonej cięciwie i powiększony ster kierunku, również z wyważeniem rogowym.

## Użycie
Samoloty Breguet 17 weszły do służby w Aéronautique Militaire dopiero w 1919 roku. Ponieważ wyprodukowano niewielką liczbę tych maszyn, nie można było z nich utworzyć jednolitej eskadry i zostały rozproszone po różnych jednostkach. Kilka Breguetów 17 odbyło rekordowe i długodystansowe loty: m.in. 12 lutego 1923 roku porucznik Benoit osiągnął wysokość 5516 metrów z ładunkiem 500 kg czy przelot z Paryża do Sztokholmu w czasie 8 godzin i 15 minut. Samoloty zostały wycofane ze służby w połowie lat 20. XX wieku.

## Opis konstrukcji i dane techniczne
Breguet 17 był jednosilnikowym, dwuosobowym myśliwcem eskortowym dalekiego zasięgu w układzie dwupłatu . Rozpiętość górnego płata wynosiła od 13,4 metra w prototypie do 14,28 metra w samolotach seryjnych, a dolne miało rozpiętość 12,56 metra. Powierzchnia nośna wynosiła 41,4 m² w przypadku prototypu i 45,3 m² w samolotach seryjnych. Długość samolotów seryjnych wynosiła 8,1 metra, a ich wysokość 3,42 metra. Masa własna prototypu wynosiła 1225 kg, zaś masa całkowita (startowa) 1845 kg (1840 kg w samolotach seryjnych).
Napęd prototypu stanowił chłodzony cieczą 12-cylindrowy silnik widlasty Renault 12K o mocy 309 kW (420 KM), zaś samoloty seryjne napędzane były silnikami Renault 12K1 o mocy 331 kW (450 KM). Prototyp osiągał prędkość maksymalną 211 km/h na wysokości 2000 metrów, 206 km/h na wysokości 3000 metrów, 198 km/h na wysokości 4000 metrów i 185 km/h na wysokości 5000 metrów, zaś samoloty seryjne odpowiednio 218 km/h, 213 km/h, 207 km/h i 199 km/h. Prędkość maksymalna na poziomie morza wynosiła 225 km/h. Pułap wynosił 6500 metrów w przypadku prototypu i 7500 metrów dla samolotów seryjnych. Prototyp osiągał wysokość 2000 metrów w czasie 7 minut i 6 sekund, 4000 metrów w czasie 19 minut i 49 sekund, a 5000 metrów w 29 minut i 43 sekundy; samoloty seryjne osiągały wysokość 2000 metrów w czasie 5 minut i 45 sekund, 4000 metrów w czasie 14 minut, zaś 5000 metrów w 20 minut i 41 sekund. Długotrwałość lotu wynosiła 4 godziny.
Uzbrojenie składało się z dwóch zsynchronizowanych stałych karabinów maszynowych Vickers kalibru 7,7 mm, podwójnego zestawu karabinów maszynowych Lewis kalibru 7,7 mm strzelca pokładowego zamocowanego na obrotnicy T.O.3 i pojedynczego karabinu maszynowego Lewis umieszczonego w wycięciu w dole kadłuba, również obsługiwanego przez strzelca pokładowego.